# Melodi Grand Prix Junior 2008
Il Melodi Grand Prix Junior 2008 è stata la settima edizione del concorso canoro riservato ai bambini e ragazzi dai 9 ai 15 anni.

## Risultati
| N° | Artista         | Brano                      | Risultato |
| -- | --------------- | -------------------------- | --------- |
| 1  | The Battery     | «Tenke nå!»                | Finalista |
| 2  | Amalie          | «Min familie»              | Finalista |
| 3  | Erlend          | «Hun ga drømmen en sjanse» | Eliminato |
| 4  | Vy-Vy           | «På et annet sted»         | Eliminato |
| 5  | Martinius       | «Bling bling»              | Eliminato |
| 6  | Road To Rock    | «Veien tilbake hjem»       | Eliminato |
| 7  | Maggie          | «Du er bra nok»            | Eliminato |
| 8  | CaroMilie       | «Vi liker å danse»         | Finalista |
| 9  | Kristian        | «Feber»                    | Eliminato |
| 10 | The BlackSheeps | «Oro jaska beana»          | Finalista |

### Finale
| N° | Artista         | Brano              | Posizione | Punti  |
| -- | --------------- | ------------------ | --------- | ------ |
| 1  | The Battery     | «Tenke nå»         | 2         | 35.057 |
| 2  | Amalie          | «Min familie»      | 4         | 14.544 |
| 8  | CaroMilie       | «Vi liker å danse» | 3         | 25.670 |
| 10 | The BlackSheeps | «Oro jaska beana»  | 1         | 74.486 |